# Дон Кхонг
Дон Кхонг (англ. Khong Island або Don Khong; лаос. ດອນໂຂງ) — річковий острів на річці Меконг в південній лаоській провінції Тямпасак, найбільший острів річкового архіпелагу Сі Фан Дон (чотири тисячі островів) і є головним островом регіону.

## Географія
Розміри острова (залежно від рівня води в річці) в напрямку північ-південь близько 16-18 км і до 8 км в ширину, при цьому площа його становить близько 110 км². Острів розташований на півночі архіпелагу Сі Фан Дон. Він є також найбільшим островом Лаосу і один з найбільших островів Меконгу.
Відстань до столиці провінції Паксе становить приблизно 120 кілометрів; до сусіднього камбоджійського кордону на крайньому півдні провінції Тямпасак, і села Вейн Кхам, яке найбільш відоме як єдиний пункт перетину кордону з Лаосу в Камбоджу, є близько 30 км. Залежно від джерела чисельність населення острова становить від 13 000 до 50 000 осіб. Головним населеним пунктом на острова є містечко Муанг Кхонг на сході, який також є адміністративним центром району Кхонг. На острові є 19 сіл, і основним джерелом доходу є рибальство.
Північна і центральна частина острова складається із злегка горбистих лісів, а рис вирощують на рівнинному півдні та на узбережжі.

## Транспорт та інфраструктура
Через Меконг Дон Кхонг з'єднується річкою вгору за течією з містом Паксе та практично з усіма важливими містами Лаосу, а вниз за течією з трохи меншими островами Дон Кхон і Дон Дет, які розташовані лише за кілька кілометрів. Тут також була покладена перша в Лаосі залізнична лінія (вузькоколійка) Дон Дет–Дон Кхон. Річковий шлях до Камбоджі переривається водоспадом Кхон.
Національна дорога 13 проходить уздовж східного берега Меконгу, перетинаючи весь Лаос від китайського до камбоджійського кордону. З міста Хат Ксай Кхун по дорозі міст веде в Дон Кхонг. Міст (довжина 718 м, ширина 11 м), відкритий у 2014 році, замінив поромне сполучення з островом. Місцеві жителі між островами, як правило, подорожують на довгохвостих човнах — пірогах.
Дон Кхонг має коди аеропортів (код аеропорту IATA: KOG; ICAO код: VLKG), але аеродром острова вже практично не використовується; найближчий діючий аеропорт з регулярними рейсами — Міжнародний аеропорт Паксе.
На самому острові найпоширенішими видами транспорту є велосипеди та мотоцикли.
Колишній президент Лаосу Кхамтай Сіпхандон, який народився на цьому острові, має тут свою резиденцію, що є можливим поясненням високої якості місцевої інфраструктури, такої як асфальтовані дороги та розвинене електропостачання.

## Економіка і туризм
Основні заняття населення — рибальство і землеробство; більшу частину півдня острова займають рисові поля.
Туризм також відіграє все більш важливу роль: Дон Кхонг має репутацію тихого, ідилічного і, отже, спокійного місця. Тому острів часто відвідують туристи, які відвідують регіон через знаменитий, найширший у світі водоспад Кхон (10 700 м) та рідкісних іравадських дельфінів; Дон Кхонг також є популярним місцем зупинки на шляху до Камбоджі. Оскільки острів був електрифікований більше десяти років, з того часу було збудовано безліч комфортабельних і, отже, дорожчих готелів для проживання туристів. Тому малобюджетні мандрівники зазвичай віддають перевагу південнішому острову Дон Дет, який вважається простішим і дешевшим, але й більш жвавим.

## Культура
Практично все місцеве населення острова є буддистом, і на острові є кілька важливих храмів (ватів): у Муанг Кхонг є великий і сучасний храм Ват Фуанг Кео (Ват Кан Кхонг), а також менший, але набагато старіший храм Ват Чом Тонг. У внутрішній частині острова знаходиться печерний храм Тхам Фу Кхіао (печера Зеленої гори). На заході острова, на північ від Муанг Саен, лежить Ват Фу Кхао Кео, який був побудований на фундаменті кхмерського місця поклоніння і під яким, згідно з легендою, знаходиться вхід у підземне царство Нагів.

## Місця на острові
- Муанг Кхонг, на сході, столиця острова
- Муанг Саен Нуа, на заході, друге за величиною містечко після Муанг Кхонг
- Бан Хоуа Кхонг, на північному заході, місце народження колишнього президента Лаосу Кхамтая Сіпхандона
- Бан Хоуа Кхонг Лем, на північному краю
- Бан Донг, на північному сході
- Бан Наа, на південному сході поблизу Муанг Кхонг
- Бан Хуай, на південному краю

## Галерея
|                                                                                           |
| Острів Дон Кхонг, найбільший острів і центр адміністрації річкового архіпелагу Сі Фан Дон |

|                                                                          |
| Святилище на горі Фу Аса, о. Дон Кхонг, одне з археологічних місць Лаосу |

|                                 |
| Вид на о. Дон Кхонг, о. Дон Сом |

|                                 |
| Вид на о. Дон Кхонг, о. Дон Сом |

|                                   |
| Приготування рису на о. Дон Кхонг |